# Sony Pictures Entertainment

Das Logo von Sony Pictures

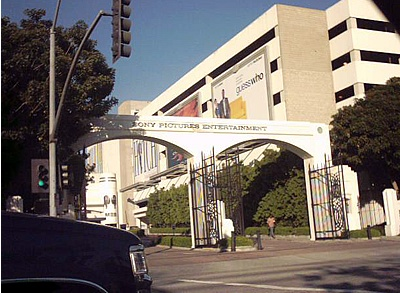
Sony Pictures Entertainment Studio in Culver City, Kalifornien

Sony Pictures Entertainment (SPE) ist als US-amerikanisches Tochterunternehmen des japanischen Konzerns Sony in der Produktion und dem Vertrieb von Fernseh- und Filminhalten tätig. Das Unternehmen gehört zu den sogenannten Major-Studios. Der Firmensitz ist in Culver City, Kalifornien.

## Geschichte
Die Entstehung des Unternehmens wurde maßgeblich durch die Vorgängergesellschaften und deren Eigentümer geprägt. Der unstetige Geschäftsgang in den 1980ern verunsicherte zunehmend die Investoren des damaligen Mutterkonzerns von Columbia Pictures (gegründet 1924) und Tri-Star Pictures (gegründet 1982/1983) – The Coca-Cola Company lagerte daraufhin das Filmgeschäft in ein Tochterunternehmen aus. Durch die Auslagerung und Zusammenlegung der beiden Studios, von welcher man sich diverse Einsparungen erhoffte, entstand 1987 Columbia Pictures Entertainment Inc., die direkte Vorläuferin von SPE.
Die Sony Corporation of America (SCA) übernahm 1989 die Film- und Fernsehgesellschaften von The Coca-Cola Company und führte vorerst Columbia und Tri-Star als separate Unternehmen weiter. Sony scheute nach der Übernahme keine Kosten und kaufte Warner Bros. zu einem sehr hohen Preis zwei Produktionsleiter ab, die gerade erst neue Langzeitverträge mit Warner abgeschlossen hatten. Deren Bilanz fiel allerdings durchwachsen aus und führte zu einer tiefgreifenden Restrukturierung des Unternehmens, die einem Neustart gleichkam.
1991 wurde Sony Pictures Entertainment aus der Taufe gehoben. Columbia und TriStar (welches den Bindestrich im Namen verlor) wurden endgültig zusammengelegt und funktional getrennt: Columbia TriStar Motion Picture Group übernahm das Filmgeschäft, Columbia TriStar Television Group das Fernsehgeschäft. Die ehemaligen (Tochter-)Unternehmen werden seither nur noch als Marken geführt, die in den folgenden Jahren eigenständige Profile etabliert haben:

## Label
Columbia PicturesDas älteste ehemals eigenständige Unternehmen bildet den Kern von Sony Pictures. Unter dem Columbia-Label werden sämtliche eigenproduzierten Mainstream-Filme vermarktet. Bis ins Jahr 2004 war „Columbia Pictures“ der in den Vereinigten Staaten dominierende Name für das Gesamtunternehmen. 2004 wurde weltweit damit begonnen die alten Namen (außerhalb der Vereinigten Staaten meist Columbia TriStar Films) durch Sony Pictures zu ersetzen.
TriStar PicturesNach der minimalen „Umbenennung“ wurde das Label noch bis 1993 für die Vermarktung fremdproduzierter Mainstream-Filme verwendet und danach weitgehend stillgelegt. TriStar trat bis 2004 praktisch nur noch als Namensbestandteil diverser SPE-Unternehmen auf und wurde nur noch gelegentlich zu spezifischen Marketingzwecken verwendet.
Sony Pictures Classics (SPC)Im Rahmen der Restrukturierung wurde 1992 SPC als reines Arthaus-Label formiert, dessen Schwerpunkt der Einkauf und Vertrieb von ausländischen Filmen ist. Außerhalb der Vereinigten Staaten tritt SPC nicht eigenständig auf, sondern jeweils nur im Rahmen der entsprechenden Sony Pictures-Vertretung, oder als Vertriebsgesellschaft, welche die Filme an Dritte verkauft.
Screen GemsVon 1940 bis 1946 war Screen Gems Columbias Animationsstudio, im Jahr 1948 wurde die Marke dann als Columbias Fernsehproduktions- und Fernsehvertriebsgesellschaft wiederbelebt, bis aus Screen Gems 1974 Columbia Pictures Television wurde. Die zweite Reinkarnation von Screen Gems arbeitet seit 1999 als Spezialitäten-Label von SPE. Unter dem Label erscheinen Filme, die nicht in die anderen Label passen: Filme mit mittlerem Budget, die zwischen Arthaus und Mainstream liegen oder ausländische/co-produzierte Mainstream-Filme.
Columbia TriStar TelevisionAus Columbias 1948 unter dem Namen Screen Gems formierten Fernseh-Geschäftseinheit, entstand 1974 Columbia Pictures Television, zu der sich unter The Coca-Cola Company analog zum Film-Pendant Tri-Star Pictures auch Tri-Star Television gesellte. SPE formierte daraus 1994 Columbia TriStar Television, die unter diesem Namen allerdings nur wenige Jahre Bestand hatte. 2002 folgte die Umbenennung in Sony Pictures Television.
Der Name Sony Pictures blieb – außerhalb von Japan und von amtlichen Dokumenten – lange Zeit weitgehend ungebräuchlich. Größte Ausnahme bildete seit 1992 das SPE-Arthaus-Label Sony Pictures Classics in den Vereinigten Staaten. Erst 2002 wurde durch die Umbenennung von Columbia TriStar Television ein größerer Geschäftszweig unter dem Namen „Sony“ bekannt. Diese Entwicklung wird seit 2004 weiter vorangetrieben, auch wenn sie sich teilweise nur schwerlich durchsetzt. Anstelle der teilweise sehr uneinheitlichen Namen, firmieren die weltumspannenden Vertriebsniederlassungen und der US-Kinovertriebsarm unter dem einheitlichen Namen Sony Pictures Releasing. Die Vertretungen der Home-Entertainment-Sparte haben denselben Schritt vollzogen und firmieren unter dem Namen Sony Pictures Home Entertainment. Unklar ist ob das Label Columbia Pictures ebenfalls dauerhaft durch das Label Sony Pictures abgelöst werden soll.
Sony Entertainment TelevisionSony Entertainment Television (kurz SET) ist ein indischer Pay-TV-Sender, der 1995 gestartet wurde und sich im Besitz von Culver Max Entertainment, einem Geschäftsbereich von Sony Pictures, befindet.
Darüber hinaus:
- Sony Pictures Digital
  - Sony Pictures Imageworks
  - Sony Pictures Animation
    - Adelaide Productions

  - Sony Online Entertainment
  - Sony Pictures Digital Networks
  - SPiN
  - SoapCity
  - Screenblast
  - Advanced Platform Group APG
  - The Wireless Services Group

## Hackerangriff im November 2014
Im November 2014 wurde Sony Pictures im Vorfeld der Veröffentlichung seiner Nordkorea-Satire The Interview Opfer eines Hackerangriffs, bei dem unveröffentlichte Filme sowie große Mengen interner Daten entwendet wurden. Die Hacker verlangten von den Sony-Bossen zunächst einen bislang unbekannten Geldbetrag. Nachfolgend wurde Sony von Unbekannten damit erpresst, dass die Daten veröffentlicht würden, wenn der Film The Interview nicht zurückgezogen würde. Die US-Regierung beschuldigte am 19. Dezember 2014 die nordkoreanische Regierung, für die Attacken verantwortlich zu sein und kündigte entsprechende Konsequenzen an. Die Regierung in Pjöngjang wies die Vorwürfe wiederholt zurück und schlug den USA eine gemeinsame Untersuchung der Cyberattacken vor. Bis heute (Stand: Februar 2015) ist nicht abschließend geklärt, wer für den Hackerangriff verantwortlich ist.
Das FBI fahndet seit Frühjahr 2015 im Zusammenhang mit dem Hack nach dem russischen Cyberkriminellen Jewgeni Bogatschow. Die Russische Föderation weigert sich aber mit den US-Behörden zusammenzuarbeiten.
Nachdem durch den Angriff auch vertrauliche E-Mails der SPE-Managerin Amy Pascal publik wurden, in denen diese anzügliche Äußerungen über Präsident Barack Obama und diverse Schauspieler und Regisseure gemacht hatte, geriet Pascal stark in die Kritik. Im Februar 2015 wurde sie von Sony entlassen.